# Tetradiclidaceae
Tetradiclidaceae é o nome botânico de uma família de plantas dicotiledóneas, que consiste em 5 espécies distribuídas por um único género, Tetradiclis.
São plantas herbáceas, glabras de folhas oblanceoladas, obtusas, opostas na base e alternas na parte superior, originárias do Médio Oriente.
No sistema APG II (2003), esta família é opcional: as plantas nesta família podem ser incluídas na família Nitrariaceae.
No sistema APG III e no sistema Angiosperm Phylogeny Website esta família é inválida; o género Tetradiclis é incorporado na família Nitrariaceae.
No sistema de Cronquist (1981) e no sistema APG, esta família não existe.